# Serra Azul de Minas
Serra Azul de Minas is een gemeente in de Braziliaanse deelstaat Minas Gerais. De gemeente telt 4.479 inwoners (schatting 2009).

## Aangrenzende gemeenten
De gemeente grenst aan Couto de Magalhães de Minas, Materlândia, Rio Vermelho, Santo Antônio do Itambé en Serro.